# József Hatz
József Hatz-Hátszeghy (Arač, 13 gennaio 1904 – Budapest, 18 gennaio 1988) è stato uno schermidore ungherese, vincitore di una medaglia di bronzo ai campionati internazionali di scherma.